# Kijučiai
Kijučiai är en ort i Litauen. Den ligger i den södra delen av landet, 60 km sydväst om huvudstaden Vilnius. Kijučiai ligger 179 meter över havet och antalet invånare är 166.
Terrängen runt Kijučiai är platt. Runt Kijučiai är det ganska glesbefolkat, med 26 invånare per kvadratkilometer. Närmaste större samhälle är Varėna, 14,6 km väster om Kijučiai. Omgivningarna runt Kijučiai är en mosaik av jordbruksmark och naturlig växtlighet.